# Personennamen auf -mar
Vornamen mit dem Lexem -mar sind Personennamen besonders in Deutschland und Skandinavien.

## Herkunft und Bedeutung
Diese Namensform entwickelte sich aus germanischen Namen auf -mer, wie Inguiomer, Chlodomer und andere.
Im 6. Jahrhundert wurden erstmals ein Cheitumar erwähnt, als Führer der slawischen Karantanen. Der Name war wahrscheinlich germanischer Herkunft.
Im 7. Jahrhundert wurde Audomar genannt, im 10. Jahrhundert erschienen Namen wie Thankmar, Thietmar.
In Skandinavien sind seit dem 11. Jahrhundert Namen wie Waldemar, Ingmar, Dagmar erwähnt.
Im slawischen Sprachraum entwickelten sich Namen auf -mir (Wladimir) seit dem 9. Jahrhundert.
-mar leitete sich ab von gotisch mēr berühmt, althochdeutsch mari. Die vorangestellten Wortbestandteile sind germanischen Ursprungs wie Ing- von Yngvi oder Þiud- (Thiud-) von Þhiuda.

## Männliche Vornamen
- Adalmar
- Ansmar
- Cheitumar
- Dagomar
- Dankmar/Thankmar
- Elmar/Elimar/Agilmar/Egilmar
- Engelmar
- Dietmar/Thietmar
- Friedmar
- Hadmar
- Hilmar/Hildemar/Hjalmar
- Ingmar/Ingomar
- Ismar
- Osmar
- Otmar
- Reinmar/Reimar/Raimar
- Selmar
- Sigmar
- Volkmar
- Waldemar/Valdemar/Woldemar/Voldemar
- Walmar
- Wigmar

## Weibliche Vornamen
- Dagmar
- Guiomar